# Courbe de Bradley

Variante de la courbe de Bradley.

La courbe de Bradley (en anglais DuPont Bradley curve) est une représentation des progrès d'une organisation en matière de maîtrise de la sécurité au travail.

## Description
Proposée vers 1995 par Vernon Bradley, un cadre canadien du groupe industriel de chimie DuPont, elle trouve son origine dans la mise en évidence d'une corrélation entre la maturité de la culture d'une usine du groupe et ses performances en matière de sécurité, de productivité et de rentabilité. La courbe schématise les différentes étapes successives qui permettent d'améliorer les résultats d'une entreprise en matière de santé et sécurité au travail (taux de fréquence des accidents, etc.),, :
- Réaction : la réaction des salariés à un incident est le seul levier de prévention des accidents. Ceux-ci sont perçus comme inévitables, les éviter relève de la chance. L'organisation se focalise sur sa conformité à la règlementation ; la sécurité au travail est négligée par le management et déléguée à un spécialiste.
- Dépendance : la supervision est le levier principal de prévention des risques. Les manageurs de l'entreprise s'impliquent en sanctionnant le non respect des procédures.
- Indépendance : l'implication individuelle est le levier principal de prévention des accidents. Chacun comprend qu'il doit respecter les procédures et éviter les risques, s'implique dans la prévention. Le « zéro accident » est perçu comme un objectif ambitieux, mais accessible.
- Interdépendance : l'implication collective est le levier principal de prévention des accidents. Chacun aide et prend soin des autres. Le « zéro accident » est une attente de tous, et chacun coopère pour l'atteindre.

## Critiques
Certains ont reproché à l'approche d'être fondée sur des notions de développement personnel appliquées selon eux indûment au développement d'une organisation. 